# 石川浩之
石川 浩之（いしかわ ひろゆき、1969年 - ）は、日本の映画監督。山形県東田川郡藤島町（現・鶴岡市）出身。

## 経歴
- 1969年、山形県東田川郡藤島町（現・鶴岡市）に生まれる。
- 1999年、映画『白痴』（監督：手塚眞） で照明助手。
  - 映画『自転車』（監督：小林茂）で助手。
- 2000年、映画『School Days 〜ボクはこんなだった〜』で監督。
- 2002年、映画『(ON THE BOAT)』 で総合監督。
- 2004年、映画『紀雄の部屋』（監督：深川栄洋）で助監督。
  - 映画 『Load』で監督。

## 作品

### 監督
- 『豆腐屋直次郎』 （キャイ〜ン結成前のウド鈴木出演）
- 『BADBOYS GOOD DAYS』
- 『School Days 〜ボクはこんなだった〜』
- 『Load』

### 助監督
- 『紀雄の部屋』